# Ліана Унгур
Ліана Унгур (нар. 2 січня 1985) — колишня румунська тенісистка.
Найвищу одиночну позицію світового рейтингу — 157 місце досягла 13 грудня 2010, парну — 262 місце — 8 серпня 2011 року.
Здобула 13 одиночних та 6 парних титулів туру ITF.

## Фінали ITF

### Одиночний розряд: 26 (13–13)
| турніри $100,000 |
| турніри $75,000  |
| турніри $50,000  |
| турніри $25,000  |
| турніри $10,000  |

| Результат | Ранг | Дата              | Турнір                        | Покриття | Суперниця                 | Рахунок          |
| --------- | ---- | ----------------- | ----------------------------- | -------- | ------------------------- | ---------------- |
| Поразка   | 1.   | 20 травня 2001    | ITF Щецин, Польща             | Ґрунт    | Ленка Снайдрова           | 7–5, 2–6, 5–7    |
| Поразка   | 2.   | 19 серпня 2001    | ITF Бухарест, Румунія         | Ґрунт    | Антонела Война            | 3–6, 5–7         |
| Перемога  | 1.   | 9 вересня 2001    | ITF Мольєрусса, Іспанія       | Ґрунт    | Марія Пілар Санчес Алаєто | 7–5, 6–0         |
| Поразка   | 3.   | 26 травня 2002    | Олецько, Польща               | Ґрунт    | Марта Домаховська         | 6–1, 3–6, 1–6    |
| Поразка   | 4.   | 9 червня 2002     | Познань, Польща               | Ґрунт    | Йоланда Менс              | 0–6, 5–7         |
| Перемога  | 2.   | 9 березня 2003    | Нуево-Ларедо, Мексика         | Тверде   | Кароліне Анн Базу         | 7–6(4), 6–2      |
| Перемога  | 3.   | 27 липня 2003     | Анкона, Італія                | Ґрунт    | Менді Мінелла             | 3–6, 6–3, 6–1    |
| Поразка   | 5.   | 1 лютого 2004     | Тіптон, Англія                | Тверде   | Емма Лайне                | 7–6(4), 2–6, 3–6 |
| Перемога  | 4.   | 8 лютого 2004     | Валі-ду-Лобу, Португалія      | Тверде   | Серван Делобель           | 6–2, 6–4         |
| Поразка   | 6.   | 13 червня 2004    | Пітешть, Румунія              | Ґрунт    | Міхаела Бузернеску        | 3–6, 6–7(4)      |
| Перемога  | 5.   | 8 серпня 2004     | Ребек, Бельгія                | Ґрунт    | Антонела Война            | 6–4, 6–1         |
| Перемога  | 6.   | 5 вересня 2004    | Арад, Румунія                 | Ґрунт    | Барбара Поца              | 7–5, 7–5         |
| Поразка   | 7.   | 24 жовтня 2004    | Сеттімо-Сан-П'єтро, Італія    | Ґрунт    | Араван Резаї              | 3–6, 4–6         |
| Поразка   | 8.   | 15 травня 2005    | Бухарест, Румунія             | Ґрунт    | Александра Дулгеру        | 2–6, 2–6         |
| Перемога  | 7.   | 19 листопада 2006 | Каїр, Єгипет                  | Ґрунт    | Александра Дулгеру        | 6–1, 6–1         |
| Перемога  | 8.   | 26 листопада 2006 | Каїр, Єгипет                  | Ґрунт    | Варвара Галаніна          | 6–2, 6–4         |
| Перемога  | 9.   | 11 лютого 2007    | Валі-ду-Лобу, Португалія      | Тверде   | Євгенія Лінецька          | 7–6(4), 6–2      |
| Поразка   | 9.   | 8 липня 2007      | Бостад, Швеція                | Ґрунт    | Софія Арвідссон           | 7–6(7), 2–6, 0–6 |
| Поразка   | 10.  | 12 серпня 2007    | Гдиня, Польща                 | Ґрунт    | Рената Ворачова           | 4–6, 4–6         |
| Поразка   | 11.  | 23 березня 2008   | Помеція, Італія               | Ґрунт    | Анна Коженяк              | 3–6, 3–6         |
| Перемога  | 10.  | 9 травня 2010     | Флоренція, Італія             | Ґрунт    | Поліна Пєхова             | 6–3, 7–5         |
| Перемога  | 11.  | 6 червня 2010     | Сараєво, Bosnia Herzegovina   | Ґрунт    | Ірена Павлович            | 6–3, 6–0         |
| Перемога  | 12.  | 20 червня 2010    | ITF Падуя, Італія             | Ґрунт    | Одре Берго                | 6–4, 6–4         |
| Перемога  | 13.  | 7 серпня 2010     | ITF Монтероні-д'Арбія, Італія | Ґрунт    | Анна Флоріс               | 7–5, 6–1         |
| Поразка   | 12.  | 28 січня 2012     | ITF Анталія, Туреччина        | Ґрунт    | Крістіна Діну             | 5–7, 3–6         |
| Поразка   | 13.  | 19 лютого 2012    | ITF Анталія, Туреччина        | Ґрунт    | Юлія Бейгельзимер         | 5–7, 5–7         |

### Парний розряд: 18 (6–12)
| Результат | Ранг | Дата            | Турнір                   | Покриття   | Партнерка                 | Суперниці                         | Рахунок             |
| --------- | ---- | --------------- | ------------------------ | ---------- | ------------------------- | --------------------------------- | ------------------- |
| Перемога  | 1.   | 6 серпня 2000   | ITF Бухарест, Румунія    | Ґрунт      | Едіна Галловіц            | Зузана Кучова Домініка Лузарова   | 7–5, 4–0 ret.       |
| Поразка   | 1.   | 27 січня 2002   | ITF Бостад, Швеція       | Тверде (i) | Хрістіна Захаріду         | Естер Мольнар Александра Срндович | 6–2, 2–6, 5–7       |
| Поразка   | 2.   | 17 лютого 2002  | ITF Віламора, Португалія | Тверде     | Марта Фрага               | Макі Арай Ремі Тедзука            | 2–6, 5–7            |
| Поразка   | 3.   | 26 травня 2002  | Олецько, Польща          | Ґрунт      | Ева Ербова                | Мартіна Бабакова Ленка Тварошкова | 2–6, 6–3, 2–6       |
| Перемога  | 2.   | 2 лютого 2003   | Тіптон, Англія           | Тверде (i) | Елке Клейстерс            | Зузана Черна Івета Герлова        | 6–3, 6–2            |
| Поразка   | 4.   | 11 травня 2003  | Тортоса, Іспанія         | Ґрунт      | Марія Пілар Санчес Алаєто | Фредеріка Пієдаде Іпек Шенолу     | 4–6, 6–7(3)         |
| Поразка   | 5.   | 18 травня 2003  | Монсон, Іспанія          | Ґрунт      | Кільдін Шевальє           | Олена Антипіна Раїса Гуревич      | 6–3, 5–7, 1–6       |
| Перемога  | 3.   | 14 вересня 2003 | Мадрид, Іспанія          | Тверде     | Іпек Шенолу               | Ліса Д'Амеліо Дженніфер Де Бодт   | 6–3, 6–3            |
| Поразка   | 6.   | 18 липня 2004   | Бухарест, Румунія        | Ґрунт      | Айріс Ікім                | Меделіна Гожня Моніка Нікулеску   | 4–6, 1–6            |
| Перемога  | 4.   | 8 серпня 2004   | Ребек, Бельгія           | Ґрунт      | Антонела Война            | Джессі де Вріс Деббріх Фейс       | 6–2, 5–7, 6–4       |
| Поразка   | 7.   | 27 серпня 2005  | Бухарест, Румунія        | Ґрунт      | Сімона Матей              | Коріна Кордуняну Агнеш Сатмарі    | w/o                 |
| Поразка   | 8.   | 12 лютого 2006  | Валі-ду-Лобу, Португалія | Тверде     | Іпек Шенолу               | Емілі Баке Хаєнне Евейк           | 3–6, 3–6            |
| Перемога  | 5.   | 27 червня 2008  | Падуя, Італія            | Ґрунт      | Анда Перяну               | Майлен Ору Кармен Клашка          | 6–3, 6–3            |
| Поразка   | 9.   | 16 січня 2010   | Глазго, Шотландія        | Тверде (i) | Ніколе Клеріко            | Вікторія Ларр'єр Анна Сміт        | 4–6, 4–6            |
| Перемога  | 6.   | 26 березня 2010 | Помеція, Італія          | Ґрунт      | Стефанія К'єппа           | Андрея Вейдяну Еріка Занкетта     | 7–6(3), 4–6, [10–7] |
| Поразка   | 10.  | 22 квітня 2011  | Чивітавекк'я, Італія     | Ґрунт      | Дьяна Енаке               | Даніелле Гармсен Река Луца Яні    | 2–6, 3–6            |
| Поразка   | 11.  | 4 червня 2011   | ITF Рим, Італія          | Ґрунт      | Магда Лінетт              | Софі Фергюсон Саллі Пірс          | w/o                 |
| Поразка   | 12.  | 20 січня 2012   | ITF Анталія, Туреччина   | Ґрунт      | Дьяна Марку               | Крістіна Діну Андрея Міту         | 6–7, 2–6            |